# Jacek Aumüller
Jacek Aumüller (ur. 18 września 1976 w Jeleniej Górze) – polski muzyk, kompozytor i realizator dźwięku.

## Życiorys
W latach 2000–2013 związany z Wrocławskim Teatrem Pantomimy, dla którego komponował i tworzył opracowania muzyczne do spektakli („Małpy”, „Science Fiction” i in.); Basista zespołów A Jednak, Dexter, Pomysły Znalezione w Trawie, Bez Przymusu, Spare Bricks – A Pink Floyd Tribute Band i innych; Inicjator i uczestnik działań twórczych z pogranicza teatru i muzyki. Autor scenariuszy, opracowań muzycznych i scenografii do spektakli (m.in. „Zaszafienie” (premiera w 2006 w Radomiu, w nowszej wersji premiera Wrocławskiego Teatru Pantomimy we Wrocławiu 2009); członek założyciel Towarzystwa Przyjaciół Sztuki Henryka Tomaszewskiego – PANTOMIMA, które organizuje warsztaty aktorskie i inne działania wspierające promocję kultury i sztuki mimu. W sezonie 2008/2009 prowadził warsztaty muzyczne i realizacji dźwięku w ramach projektu „Akademia Fuksa” realizowanego przez stowarzyszenie Pro Publico Bono, którego efektem był pokaz spektaklu „Vratislavia King Size”.
W latach 1991–1999 gitarzysta i wokalista zespołu Unicorn.
Opracowania muzyczne spektakli:
- „Parada Atrakcji, czyli umarli się nie myją” – reż. A. Sobiszewski; STR Walium (2000)
- „Małpy” – reż. A. Sobiszewski; Wrocławski Teatr Pantomimy (2003)[3]
- „Science Fiction” – reż. A. Sobiszewski; Wrocławski Teatr Pantomimy (2004)
- „Zaszafienie” – reż. K. Roszko; Grupa Teatralna KrzyK (2006)
- „Niewiarygodne przygody M. Koziołkiewicza” – współpraca z S. Dudzińskim; reż. W. Hejno; Wrocławski Teatr Pantomimy (2006)
- „Śmierć w Wenecji” – współpraca z B. Kocą; reż. B. Koca; Wrocławski Teatr Pantomimy (2007)
- „Galapagos” – reż. A. Sobiszewski; Wrocławski Teatr Pantomimy (2007)[4]
- „Vratislavia King Size” choreografia B. Krasoń; w ramach projektu „Akademia Fuksa” (2009)
- „Zaszafienie” – reż. K. Roszko, scenariusz: Jacek Aumüller i Krzysztof Roszko; Wrocławski Teatr Pantomimy (2009)
- „Dom Bernardy Alba” – współpraca z P. Salaber i Z. Szymczyk; reż. Z. Szymczyk; Wrocławski Teatr Pantomimy (2012)
- „Księga Skarbu” – reż. Bogdan Michalewski; Teatr Na Bruku (2019)
- „Zaczarowany Cylinder” – reż. Katarzyna Śnieżka Sobiszewska; Muzeum Teatru im. Henryka Tomaszewskiego  (2020)